# Parazitní parametr (elektrický obvod)
Parazitní parametr je nežádoucí vlastnost elektronických součástek nebo elektrických obvodů. Každá elektronická součástka (rezistor, cívka nebo kondenzátor) má kromě žádoucích vlastností (elektrický odpor, indukčnost, kapacita) i vlastnosti nežádoucí. Například rezistory mají také nežádoucí parazitní kapacitu. Další nežádoucí efekty mohou vznikat kvůli konstrukci obvodů.

## Popis
Parazitní parametry jsou nevyhnutelné. Každý vodič má určitý odpor a určitou indukčnost, a z principů duality plyne, že kde existuje indukčnost, tam bude také kapacita. Návrháři součástek a obvodů se snaží parazitní parametry minimalizovat, z principu je však nelze zcela odstranit. Hodnoty parazitních parametrů diskrétních součástek bývají uváděny v jejich katalogových listech, aby návrháři obvodů mohli zjistit použitelnost součástek a zajistit kompenzaci nežádoucích parametrů.
Nejčastějšími projevy parazitních parametrů součástek jsou parazitní indukčnost a odpor vývodů součástek a parazitní kapacity pouzder součástek. U součástek s vinutím, např. cívek a transformátorů, se také významně projevuje vliv parazitní kapacity mezi jednotlivými závity a vrstvami vinutí. Tyto parazitní kapacity způsobují, že samotná cívka funguje na určité frekvenci, známé jako samorezonanční frekvence, jako rezonanční obvod, a od této frekvence je cívka jako indukčnost nepoužitelná.
Parazitní parametry se v náhradních obvodech obvykle modelují jako prvky se soustředěnými parametry, což nemusí být vždy adekvátní. Například výše zmíněné kapacity mezi závity jsou rozložené po celé délce vinutí, nikoli jako kondenzátor v jednom určitém místě. Návrháři obvodů někdy využívají parazitní efekty pro získání požadované funkce, např. v případě spirálového rezonátoru nebo analogové zpožďovací linky.
Existují také nelineární parazitní parametry. Tento termín se často používá pro parazitní struktury v integrovaných obvodech, kde nežádoucí polovodičový prvek je tvořen PN přechody patřícími dvěma nebo více prvkům obvodu. K nelineárním parazitním jevům, které závisejí na frekvenci nebo napětí a které nelze adekvátně modelovat lineárními soustředěnými ani distribuovanými prvky, dochází také v dielektriku kondenzátorů a v jádrech cívek.